# Svarga
Der Begriff Svarga (Sanskrit: स्वर्ग) oder auch Swarga Loka bezeichnet eine der ‚Sieben Himmlischen Welten‘ (lokas) in den Glaubensvorstellungen des Hinduismus. Diese Himmelswelten befinden sich oberhalb des Weltenberges Meru und beschreiben paradiesähnliche Gefilde, in denen die Gerechten ihre Zeit bis zur nächsten Wiedergeburt verbringen dürfen. Diese haben noch nicht die endgültige Befreiung vom Kreislauf der Wiedergeburten (samsara) erlangt und der Zugang in das ewige Paradies Vishnus (vaikuntha) ist ihnen noch verschlossen.
Die Hauptstadt dieses Paradieses ist Amaravati, als Torwächter fungiert der mythische Elefant Airavata, das Reittier (vahana) des einstigen Hochgottes Indra, der nunmehr nur noch über die Halbgötter (devas) in der Zwischenwelt des svarga herrscht.
Der Dämon (asura) Naraka schwingt sich, nachdem er bereits die Erde unter seine Gewalt gebracht hat, auch zum Herrn über die Himmelswelt auf. Er wird jedoch von Krishna mit seiner Wurfscheibe (chakra) getötet.